# Alžběta Anhaltsko-Zerbstská
Alžběta Anhaltsko-Zerbstská (15. září 1563 Zerbst – 8. listopadu 1607 Crossen an der Elster) byla narozením anhaltskou princeznou a sňatkem braniborskou kurfiřtkou.

## Život
Alžběta se narodila jako dcera prince Jáchyma Arnošta Anhaltského z jeho prvního manželství s Anežkou z Barby (1540–1569), dcerou hraběte Wolfganga I. z Barby.
Ve čtrnácti letech se Alžběta 6. října 1577 v Letzlingenu stala třetí manželkou dvojnásobného vdovce kurfiřta Jana Jiřího Braniborského (1525–1598), který byl téměř o čtyřicet let starší než ona. Alžběta byla o sedmnáct let mladší než její nevlastní syn Jáchym Fridrich. Svatba byla oslavována bez mnoha slavností a Alžbětě bylo slíbeno 400 guldenů ročně. Alžběta věnem do manželství přinesla 15.000 tolarů a kromě značného důchodu přijala město Crossen, včetně paláce Crossen, k tomu okres a město Züllichau a panství Bobrowice.
Alžběta byla patronkou učence Leonharda Thurneyssera. Po manželově smrti odešla oslabená porodem se svými mladšími dětmi na své vdovské sídlo Crossen. Alžběta zemřela 8. listopadu 1607 v Crossenu a byla pohřbena kryptě Hohenzollernů v Berlínské katedrále.

## Potomci
Alžběta porodila svému manželovi jedenáct dětí:
- Kristián Braniborsko-Bayreuthský (1581–1655);
⚭ 1604 vévodkyně Marie Pruská (1579–1649)
- Magdalena Braniborská (1582–1616);
⚭ 1598 lankrabě Ludvík V. Hesensko-Darmstadtský (1577–1626)
- Jáchym Arnošt Braniborsko-Ansbašský (1583–1625);
⚭ 1612 Žofie Solms-Laubach (1594–1651)
- Anežka Braniborská (1584–1629);
⚭ 1604 vévoda Filip Julius Pomořanský (1584–1625)
⚭ 1628 František Julius Sasko-Lauenburský (1594–1660)
- Fridrich IX. Braniborský (1588–1611); neoženil se a neměl potomky
- Alžběta Žofie Braniborská (1589–1629);
⚭ 1613 Janusz Radziwiłł (1579–1620)
⚭ 1628 Julius Jindřich Sasko-Lauenburský; vévoda, císařský vojevůdce
- Dorotea Sibyla Braniborská (1590–1625);
⚭ 1610 kníže Jan Kristián Břežský (1591–1639)
- Jiří Albrecht II. Braniborský (1591–1615); neoženil se a neměl potomky
- Zikmund Braniborský (1592–1640)
- Jan Braniborský (1597–1527); biskup v Havelbergu
- Jan Jiří Braniborský (1598–1637)